# 一銭五厘
一銭五厘（いっせんごりん）は、日本史（近代史・昭和史）において用いられる言葉。太平洋戦争終戦前の郵便葉書料金のことで、これを徴兵・召集される兵士の命にたとえたものである。

## 概要
一人に召集令状を送るのにも郵便葉書で一銭五厘が必要だろう、という理由でこのように言われていた。
花森安治は二等兵だった頃に教育係をすることとなっていた軍曹が、「貴様らの代わりは一銭五厘で来るが軍馬はそうは行かない」と怒鳴っていて呆気に取られたという。一銭五厘というのは日本全国の軍隊で用いられている言葉で、花森が一等兵へと昇進して前線に送り出された際には、そこでも「貴様ら一銭五厘」と言われていたと記している。陸軍病院に入院してからも一銭五厘と言われていた。花森は戦後の1970年にこれらの経験を記した文章「見よぼくら一銭五厘の旗」を『暮しの手帖』に発表した。
石川岳の日本軍陣営に荷馬車で武器などを運ぶ部隊の荷馬車がぬかるみにはまり、荷馬車を押す作業員の1人が転倒して死亡するということがあった。その時に日本兵の隊長は道の脇に死亡した作業員を埋葬するように部下に命じ埋葬された。その時に隊長は一銭五厘損したと吐き捨てたということがあった。当時は死亡通知を郵送するのにも一銭五厘の切手代が必要であった。

## 実際の召集令状
花森は「見よぼくら一銭五厘の旗 」の中で「（じっさいには一銭五厘もかからなかったが……）」と書いている。実際の召集令状の送達は郵便葉書ではなく、（陸軍の場合）陸軍参謀本部が作成した動員令に基づいて各師団から地元警察署に配り、動員が下令されると師団が警察に開封を指示して警察から各市町村役場の兵事係が直接本人の家庭に令状を送達していた。